# Hausmannit
Hausmannit är ett mineral som består av oxiden Mn3O4. Färgen är svart med svag metallglans.

## Förekomst
Hausmannit förekommer tillsammans med andra manganmineral och bryts och används tillsammans med dem som malm. Svenska fyndigheter finns i Värmland vid Nordmark, Persberg och Långban. I Tyskland finns den bland annat i Ilmenau i Thüringen och Ilfeld i Harz. Vidare finns förekomster i ryska Uralbergen och i Arkansas, USA.
De bästa proverna har hittats i Sydafrika och Namibia, där den förekommer tillsammans med pyrolusit och psilomelan samt järn-mangan-mineralet bixbyit (Mn,Fe)2O3.